# Elizabeta Chernisova
Elizabeta Chernisova (Unión Soviética, 26 de enero de 1958) es una atleta soviética retirada especializada en la prueba de 60 m vallas, en la que consiguió ser campeona mundial en pista cubierta en 1989.

## Carrera deportiva
En el Campeonato Mundial de Atletismo en Pista Cubierta de 1989 ganó la medalla de oro en los 60 m vallas, con un tiempo de 7.58 segundos, por delante de su paisana soviética Lyudmila Narozhilenko (plata con 7.83 segundos) y la alemana Cornelia Oschkenat (bronce con 7.86 segundos).